# Demultiplexer
Demultiplexer hay Mạch giải ghép kênh hay Demux là phần tử, thường là IC, bố trí ở cuối mạng nhận dòng tín hiệu đã được ghép kênh trước đó (ví dụ bởi một Multiplexer) ở ngõ vào đơn và chọn chuyển dữ liệu tới ngõ ra chọn lựa theo mã địa chỉ.

Sơ đồ một Demux 2 địa chỉ 4 lối ra

## Các đặc trưng hoạt động

Hoạt động của cặp multiplexer và demultiplexer trên đường truyền dữ liệu.